# Habromys delicatulus
Габроміс делікатний (Habromys delicatulus) — рід гризунів, що належить до родини Хом'якові (Cricetidae). Вид отримав свою назву від свого невеликого розміру і витончені риси порівняно з іншими видами в межах роду Habromys.

## Поширення
Виявлені в ділянці хмарного лісу на Трансмексиканському вулканічному поясі. Цей вид зустрічається тільки в хмарі ліс на висоті вище 2000 м.

## Основні загрози
Цей вид знаходиться під загрозою збезлісення в межах свого дуже обмеженого діапазону поширення.